# Franciszek Ksawery Brzozowski
Franciszek Ksawery Brzozowski herbu Korab (ur. 1 grudnia 1856 w Taczowie, zm. 28 grudnia 1931 w Sanoku) – polski sędzia.

## Życiorys

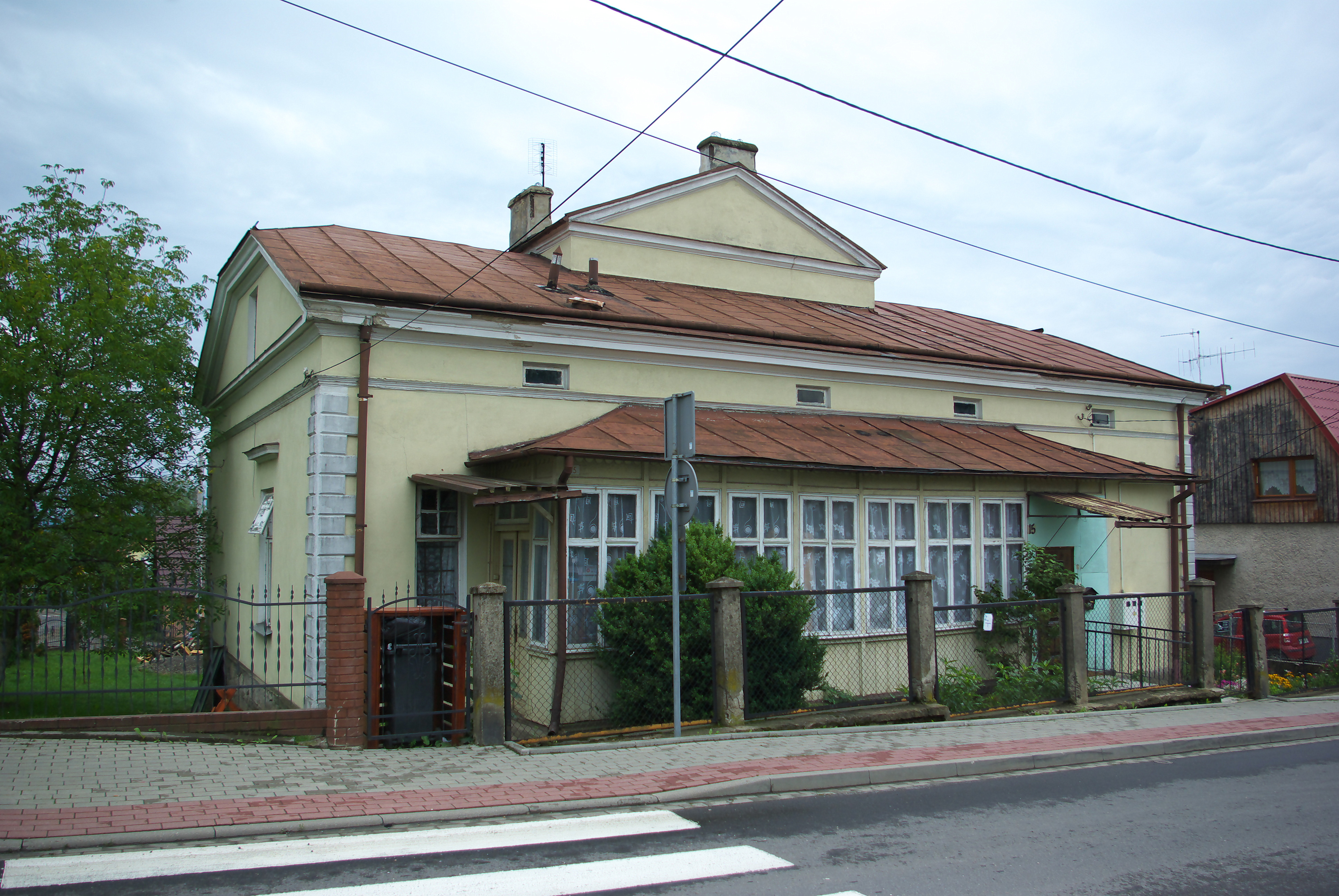
Rodzinny dom rodziny Brzozowskich w Sanoku

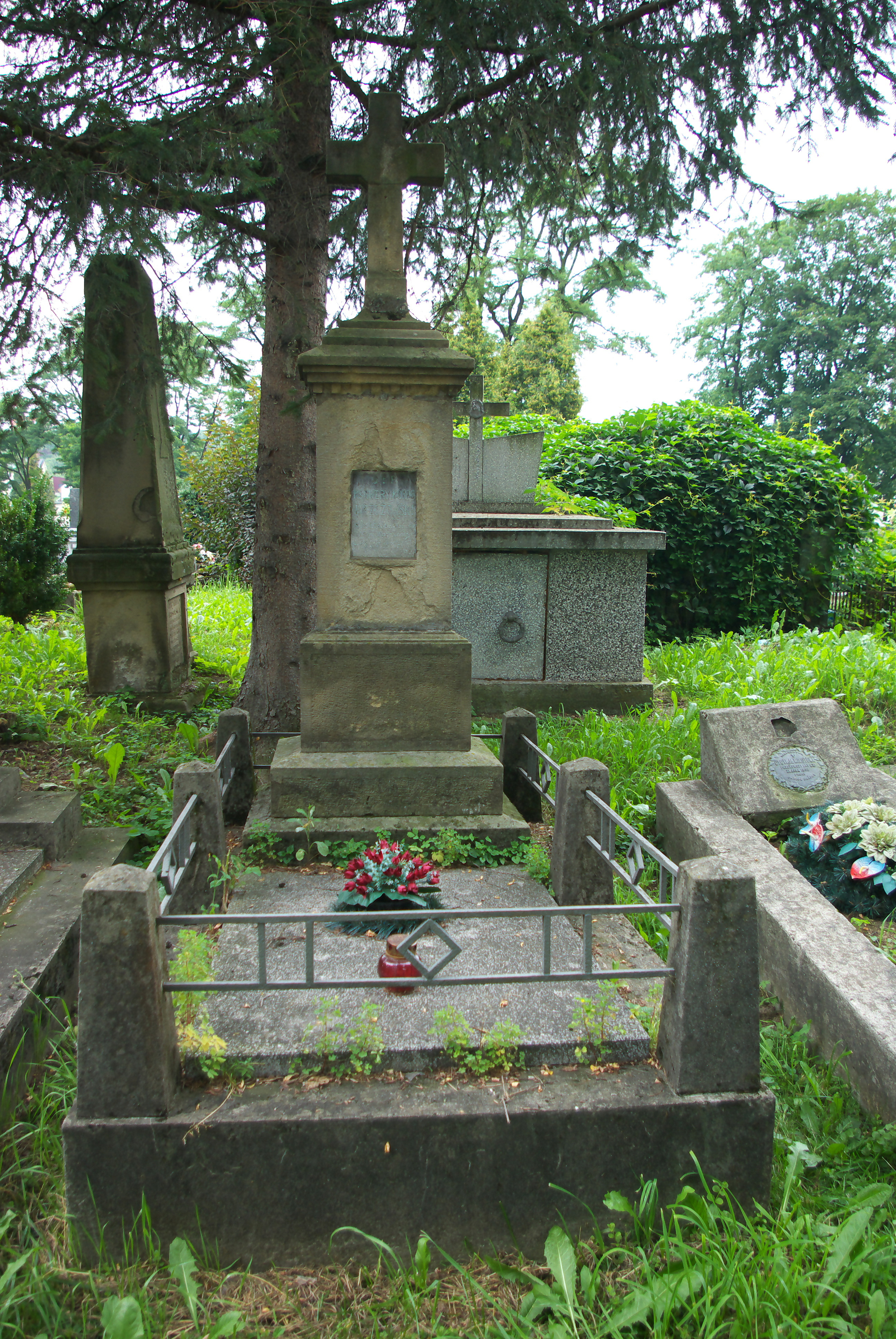
Nagrobek Franciszka Ksawerego Brzozowskiego

Franciszek Ksawery Brzozowski urodził się 1 grudnia 1856 w Taczowie na ziemi radomskiej.
Ukończył studia prawnicze. W okresie zaboru austriackiego w ramach autonomii galicyjskiej wstąpił do c. k. służby sądowniczej. Od około 1885 był praktykantem sądowym  w C. K. Sądzie Krajowym Wyższym w Krakowie, następnie od około 1887 był auskultantem w C. K. Sądzie Krajowym w Krakowie, po czym w charakterze auskultanta w Galicji Zachodniej z C. K. Sądu Obwodowego w Nowym Sączu był przydzielony do urzędu C. K. Prokuratorii Państwa w Nowym Sączu. Od około 1891 był auskultantem w C. K. Sądzie Obwodowym w Jaśle, a od około 1892 adjunktem w C. K. Sądzie Powiatowym w Krośnie. Od połowy 1895 był adjunktem sądowym w C. K. Sądzie Obwodowym w Tarnowie, a od około 1897 zastępcą prokuratora w Wadowicach. Od około 1902 był sędzią C. K. Sądu Obwodowego w Sanoku w charakterze c. k. radcy Sądu Krajowego, od około 1911 w charakterze ad personam, zaś od około 1912 w charakterze c. k. radcy Wyższego Sądu Krajowego. Równolegle był mianowany zastępcą przewodniczącego sądu przysięgłych przy C. K. Sądzie Obwodowym w Sanoku: w 1907 (przew. Kajetan Chyliński), w 1908, 1909 (przew. Wiktoryn Mańkowski), w 1912, 1913, 1918 (przew. Stanisław Obertyński).
Jego żoną około 1891 była Helena z domu Kłobukowska (ur. 24 lutego 1871 w Krasnem jako córka Władysława i Zofii, zm. 4 maja 1954 w Sanoku). Ich dziećmi byli: Wacław (ur. 1892, major artylerii Wojska Polskiego), Maria Tekla Józefa (1893-1975, żona Jerzego Adamskiego, który był bratem Tadeusza), Władysław (ur. 1895, podpułkownik artylerii Wojska Polskiego), Witold (ur. 1899, legionista, zginął podczas I wojny światowej), Helena (1903-1938, od 1925 zamężna z właścicielem dóbr, Konstantym Romerem). Podczas I wojny światowej rodzina Brzozowskich odniosła straty na swoim majątku w Sanoku. W sierpniu 1910 w trakcie zabawy z dzieckiem przy huśtawce w swoim przydomowym ogrodzie został ranny w głowę, a sprawa wywołała poruszenie w mieście.
Rodzinny dom Korab-Brzozowskich znajduje się pod obecnym adresem ulicy Henryka Sienkiewicza 15 (do 1939 pod numerem 9), położony pomiędzy ulicami Henryka Sienkiewicza, Juliusza Słowackiego i Grunwaldzką w Sanoku (w przeszłości była to ulica Bartosza Głowackiego). Później właścicielem dworku był Jerzy Adamski. Na fasadzie budynku pozostał herb rodowy Brzozowskich.
Po odzyskaniu przez Polskę niepodległości wstąpił do służby sądowniczej II Rzeczypospolitej. Został sędzią Sądu Okręgowego w Sanoku. Na skutek podania został przeniesiony w stan spoczynku z dniem 17 kwietnia 1926.
Był członkiem sanockiego gniazda Polskiego Towarzystwa Gimnastycznego „Sokół” (1912). Pełnił mandat radnego Rady Miejskiej w Sanoku (wybrany 1910, 1914), został radnym pierwszej powojennej kadencji w 1919.
Zmarł 28 grudnia 1931 w Sanoku. Został pochowany na cmentarzu przy ul. Jana Matejki w Sanoku 30 grudnia 1931. Obok zostały pochowane jego żona Helena i córka Helena Romer.

## Odznaczenia
austro-węgierskie
- Brązowy Medal Jubileuszowy Pamiątkowy dla Sił Zbrojnych i Żandarmerii (przed 1912)[10][35].
- Medal Jubileuszowy Pamiątkowy dla Cywilnych Funkcjonariuszów Państwowych (przed 1912)[10][35].
- Krzyż Jubileuszowy dla Cywilnych Funkcjonariuszów Państwowych (przed 1912)[10][35].